# 프로이센-프랑스 전쟁
프로이센-프랑스 전쟁(1870년 7월 19일 ~ 1871년 5월 10일)은 통일 독일을 이룩하려는 프로이센과 이를 저지하려는 프랑스 제2제국 간에 벌어진 전쟁이다. 보불전쟁(普佛戰爭) 또는 독불전쟁(獨佛戰爭)이라고도 불린다. 이 전쟁으로 프랑스에서는 제2제국이 무너지고 제3공화국이 세워졌으며, 프로이센은 오스트리아를 제외한 독일 연방 내 모든 회원국을 통합해 독일 제국을 세웠다. 전쟁의 직접적인 원인은 스페인 왕위 계승 문제로 불거진 엠스 전보사건이다. 이 사건으로 인해 프랑스와 프로이센 국민간에 감정이 격해지고 여론이 악화되자 프로이센의 세력확장을 저지하고 유럽내 지배적 위치를 유지하고자 하는 프랑스가 선전포고를 하면서 전쟁이 시작되었다.
프로이센-오스트리아 전쟁에서 오스트리아 제국을 패배시킨 프로이센 수상 비스마르크는 독일 통일의 마지막 걸림돌인 프랑스를 제거하여 독일 통일을 마무리하고자 프랑스와의 전쟁 명분만 찾고 있었다. 프랑스는 프로이센의 세력확장을 경계하던중 대독일 감정이 악화되자 호전적인 측근들이 나폴레옹 3세를 부추킴으로 인해 전쟁을 하게 되었다. 그러나 불행히도 스당전투에서 패배한후 나폴레옹 3세는 생포되었고 이 소식을 접한 파리의 공화주의자들에 의해 폐위 당했으며 새로운 공화국이 선포되었다.
1871년 1월 18일, 파리시 교외에 위치한 베르사유 궁전에서 독일 제국 수립이 선포된후 프로이센 국왕이었던 빌헬름 1세가 초대 독일 제국 황제로 추대되었다. 항전하던 프랑스 공화국 정부는 1871년 1월 28일에 항복했고 같은해 5월 10일에 양국간 종전조약이 체결되며 전쟁은 종료되었다. 승전으로 인해 독일은 알자스-로렌 지방을 획득하였으며 50억 프랑의 전쟁 보상금을 받았다.
이 전쟁을 통해 프로이센 군대는 세계적으로 명성을 얻었으며 많은 국가에서 프로이센처럼 군에 참모본부를 설치하였다. 또한 프로이센은 프랑스를 제치고 유럽 제1군사강국이 되었으며 세계적인 군사사상의 흐름도 프랑스로부터 프로이센으로 바뀌게 되었다. 독일-프랑스 관계는 제2차 세계 대전 종전 직후까지 적대적인 사이가 되었다. 한편 로마에 상주하던 프랑스 군이 참전을 위해 퇴각하자 이탈리아 군이 로마를 점령하였고 교황청의 세속권력은 완전히 붕괴하였다.

## 배경

### 프로이센의 약진

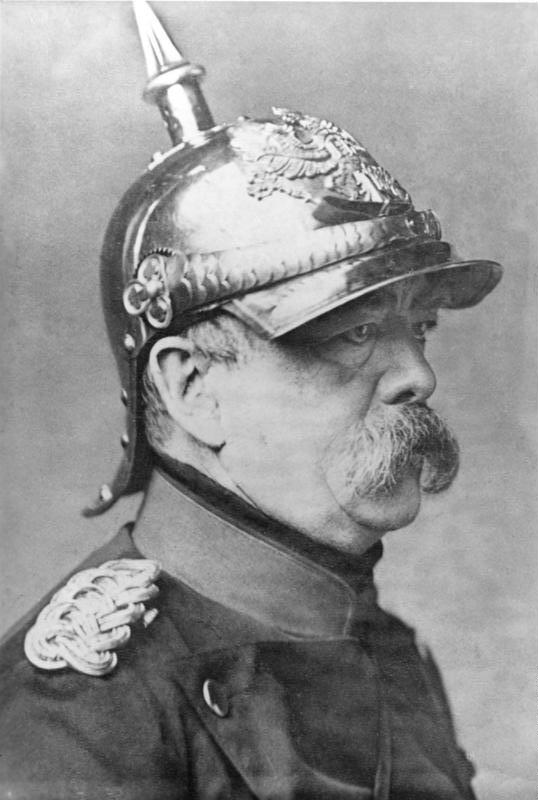
비스마르크 (1871년)

비록 프로이센이 오스트리아를 물리치긴 했지만, 남부 독일은 여전히 프랑스의 영향력이 강하였다. 비스마르크는 남부 독일을 무력으로 병합하고자 했지만, 러시아와 영국은 이를 반대하였다. 비스마르크는 단 4개의 연방만을 독일 영토로 편입시켰고, 프랑스가 벨기에와 룩셈부르크의 합병을 꾀하자 주 베를린 프랑스 대사인 베네딕트를 통해 프랑스의 이러한 행보를 문서로 작성할 것을 요구하였다. 그 동시에 런던 회의에서 룩셈부르크를 영세 중립 국가로 만들어 프랑스의 룩셈부르크 합병을 좌절시켰다. 당연히 프랑스는 이에 항의했고, 아직 전쟁 준비가 충분하지 못하다고 느낀 비스마르크는 룩셈부르크에서 군대를 철수시켜 프랑스에 작은 외교적 승리를 안겨주었다.

### 프랑스의 고립
영국은 프랑스의 견제를 위해서 프로이센이 필요하였다. 오스트리아는 앞서 전쟁에서 진 후유증을 수습하고, 전쟁 후 다시 봉기한 헝가리인들을 진정시키기 위해 오스트리아-헝가리 이중제국을 선포하고 헝가리의 자치를 인정하는 등 국내적으로 어수선한 상태여서 이 문제에 관여할 수 없는 상황이었다. 러시아는 비스마르크로부터 1856년 파리 회의에서 결정된 흑해의 비무장화 조약을 풀어주겠다는 약속에 프랑스의 동맹제의를 거부했으며, 계속하여 친 프로이센 경향을 보여왔다.
프랑스는 1867년 4월경 오스트리아에 동맹을 제의하나 오스트리아는 기본적으로 발칸에 관심이 있었고, 반대로 프랑스는 발칸에 별 관심이 없었다. 이탈리아 역시 프랑스가 로마 교황의 지위를 유지하는 것에 반발하였다. 결국 프랑스는 외교적으로 고립되었다.

### 스페인 왕위계승
1868년, 스페인에서 혁명이 일어나 이사벨 2세가 쫓겨났다. 혁명정부는 새로운 왕위 후보를 물색했으나 파벌간 다툼으로 1년 넘게 시간만 허비했다. 1870년 들어 프로이센 빌헬름 1세 국왕의 사촌인 레오폴트에게 왕위를 제안하였다. 이 소식을 접한 프랑스는 스페인과 프로이센 양국에 강력히 항의했다. 지난 16세기 카를 5세 시절처럼 프랑스가 스페인과 독일에 둘러쌓여 협공을 받을 경우 국가안보가 위태로워지기 때문이었다. 불필요한 외교마찰을 피하기 위해서 레오폴트 공은 스페인 왕위 계승을 공식적으로 거절했다. 그러나 비스마르크는 이를 프랑스와 전쟁을 하기위한 좋은 기회라 판단했고 스페인에 특사를 파견하여 1870년 6월 21일에 수락발표를 해버렸다. 프랑스 외상 그라몽은 프랑스 대사를 빌헬름 1세에게 보내 강력히 항의했고 빌헬름 1세는 철회의사를 밝혔다.

### 엠스 전보 사건

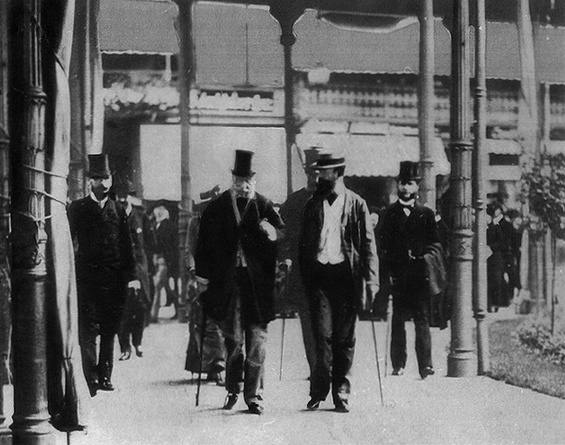
엠스에 체류중는 빌헬름 1세

전쟁 선포 전인 1870년 7월 7일, 독일주재 프랑스 대사 베네데티가 휴양지인 바트엠스에 머물고 있는 프로이센 빌헬름 1세에게 이런 일의 재발 방지를 확실히 보장해달라고 재차 요구했다. 이는 분명한 외교적 결례였다. 빌헬름 1세는 그 문제에 관심없다며 사실상 거절했다. 이에 대해 프랑스의 외무상 그랑몽과 파리 시민 등 극우파는 빌헬름 1세의 확실한 보장을 요구하며 행동을 보이라고 요구했다.
이 시기부터 스페인 왕위 계승 문제보다는 빌헬름 1세의 "철회 보장"이 핵심 이슈가 되었다. 그라몽은 서면 보장을 요구하면서 협상 기한을 7월 12일로 하는 최후통첩을 발한다. 동시에 빌헬름 1세는 레오폴트의 스페인 왕위 수락을 공식적으로 취소했다. 다음 날인 7월 13일, 베네딕트와 빌헬름 1세가 우연히 회동하는데, 그 내용을 비스마르크가 왜곡했다는 이야기가 전해지지만 사실 발표한 전문은 거의 원문 그대로였다.
7월 25일 자 《런던 타임스》에는 베네딕트가 벨기에 병합을 거론한 문서가 공개되었는데, 비스마르크가 흘린 것이다. 나폴레옹 3세는 비스마르크가 전쟁 원하고 있음을 알게 되었다. 영국은 프랑스, 프로이센과 서둘러 벨기에의 중립을 보장한다는 조약을 체결했다.

## 전쟁 경과

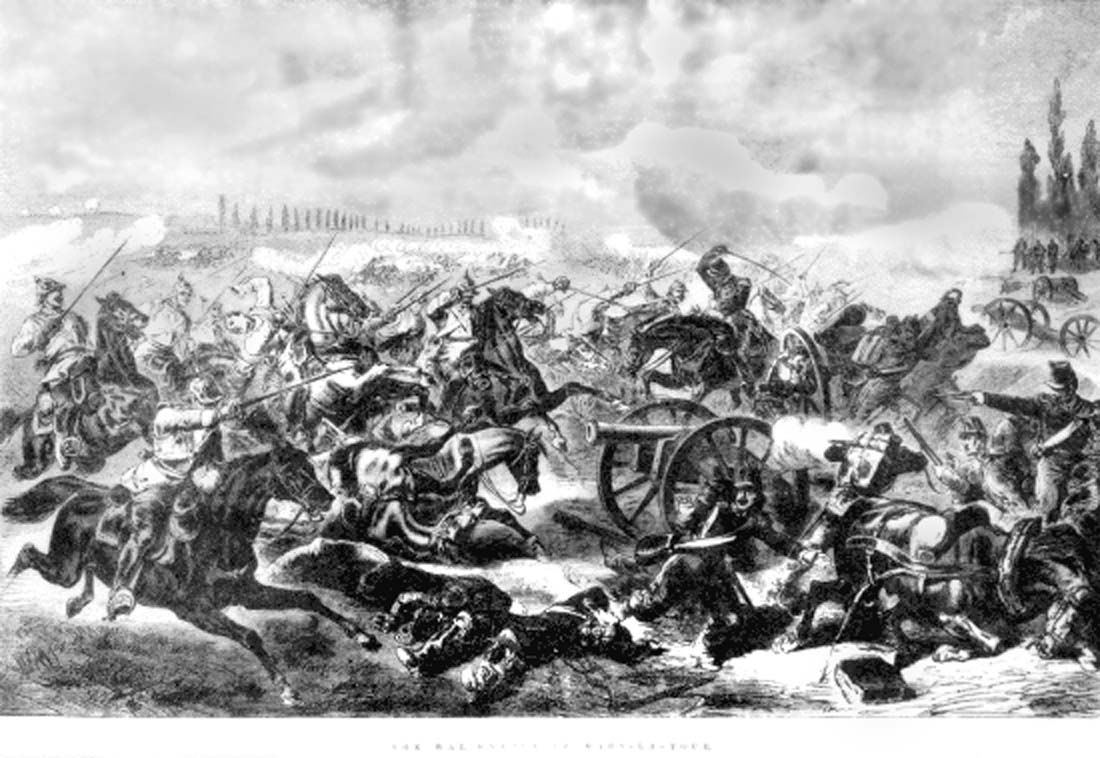
1870년 8월 16일, 프로이센 중장기병 7기가 마르-라-투르 전투에서 프랑스 대포를 부수고 있다.

프랑스 국민과 프로이센 국민 모두 서로 분노하였고, 프랑스는 먼저 1870년 7월 14일 군대에 동원령을 내렸고, 7월 19일 공식적으로 전쟁을 선포하였다. 비스마르크는 이 전쟁이 방어 전쟁임을 주장하면서 맞대응을 하였다. 일찍부터 개전을 예견했던 비스마르크는 남부 독일 국가들과 비밀리에 체결한 '공수동맹'에 따라 이들 국가들로부터 군사적인 지원을 받았다. 아울러 그는 러시아 제국을 비롯한 유럽 국가들로부터 사전에 중립을 약속받았다. 또한 그는 몰트케 장군에게 전쟁 준비를 철저히 할 것을 명령했고 그 결과 독일 연합군은 병력, 장비, 훈련 등에서 프랑스군을 압도했다.
프랑스는 외교적으로 고립되어 있을 뿐만 아니라 전쟁준비가 되지 않은 상태였다. 프랑스군은 마르스라투르 전투와 그라블로트 전투에서 참패해 괴멸되었다. 스당 전투에서 나폴레옹 3세는 포로가 되었고, 패전소식이 파리에 전해지자 공화주의자들은 1870년 9월 4일, 제정폐지와 더불어 새로운 공화정을 선포하였다. 나폴레옹 3세는 포로생활에서 풀려난 후 영국으로 망명하였다.

## 전쟁 결과

### 통일 독일 선포

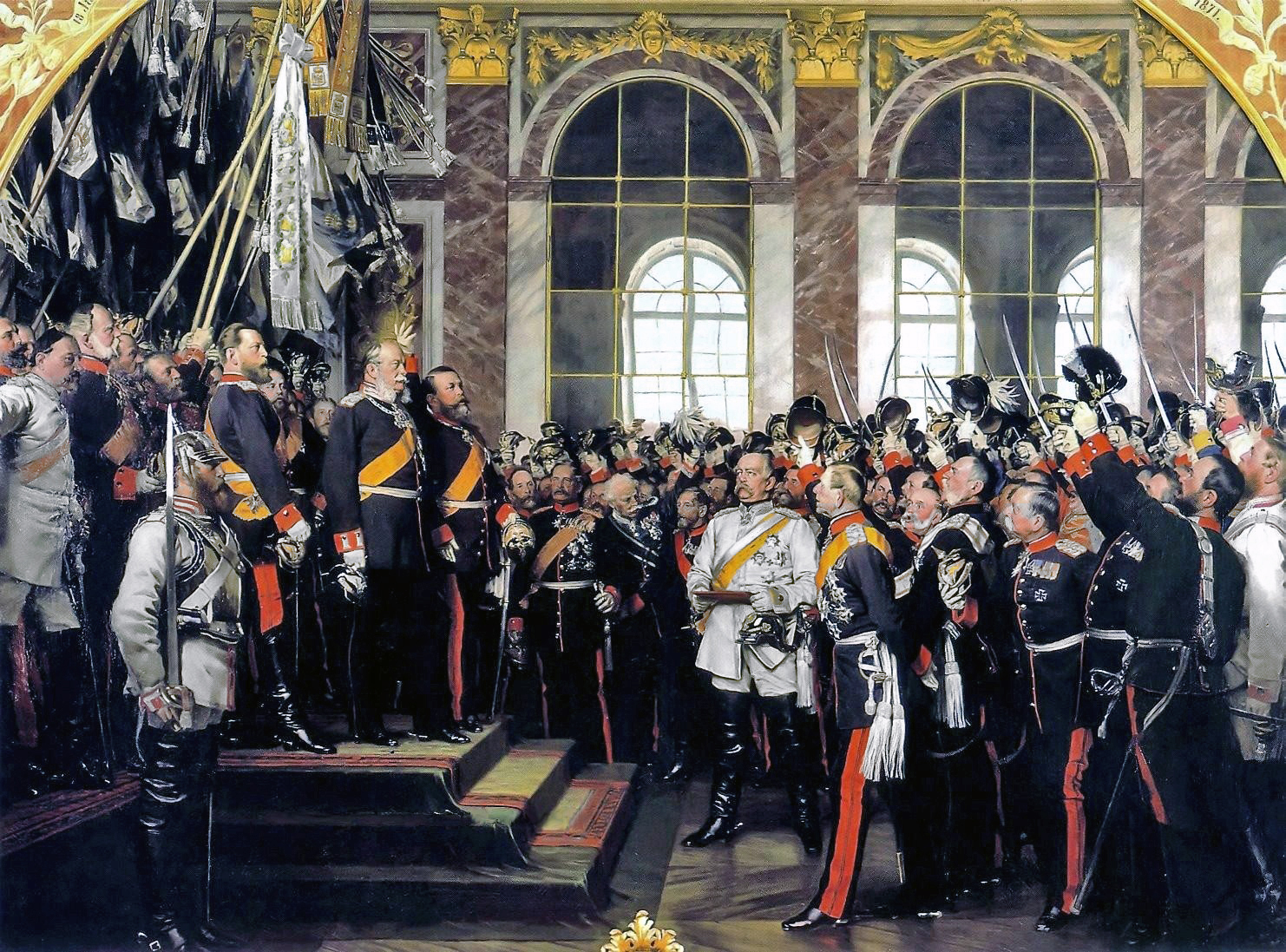
독일 제국 선포 (1871년 1월 18일)

프랑스에서는 강베타등 공화파들이 주도하여 임시 국민방위정부를 구성했고 수도 사령관인 트로쉬 장군을 지도자로 임명하였다. 종전협상은 비스마르크의 무리한 요구로 결렬되었으며 임시정부는 전투를 계속 수행하기로 하였다. 그러나 프랑스는 전투에 연패하며 9월 18일 파리가 포위당했다. 1871년 1월 18일, 베르사유 궁전 거울의 방에서 독일 제국의 수립을 선포하고 빌헬름 1세를 독일의 황제로 선언했다. 이로써 '독일 제2제국'이라 불리는 독일제국이 수립되었다. 베르사유 궁전에서 탄생한 독일제국은 4왕국, 18공국, 3자유시 등 25개의 국가와 2제국령(알자스-로렌)으로 구성된 연방 국가였다. 비스마르크는 프로이센의 수상이자 독일제국의 수상이 되었다.

### 프랑스 제3공화국
포위된 파리는 극도로 비참한 겨울을 보낸후 이듬해 1월 28일, 항복했다. 프로이센은 휴전을 받아들였지만 대표성있는 정부와의 종전협상을 요구했다. 1871년 2월 8일, 독일군의 점령하에 조급하게 치러진 선거에서는 왕당파가 임시정부의 의회를 장악하였다. 티에르가 행정수반으로 선출되어 정부조직을 갖추었으나 제2제정의 무능으로 망국에 가까운 비참한 결과가 빚어졌음에도 불구하고 이에 대한 심판이 제대로 이루어지지 못한 선거와 이를 통해 구성된 정부에 대해 파리 시민들의 반감은 거셌다. 왕정복고를 꾀하는 왕당파가 이끄는 공화정이라는 태생부터 기형적인 의회와 티에르 정부는 독일에 일방적으로 유리한 조약을 체결하며 기득권 유지를 위해 노력하는 모습을 보였다. 2월 26일부터 시작된 양국 간에 종전협약에서 논의된 주요 종전 조건은 알자스-로렌의 할양, 50억 프랑의 전쟁 배상금, 독일군의 파리입성이었다.

### 시민의 반발

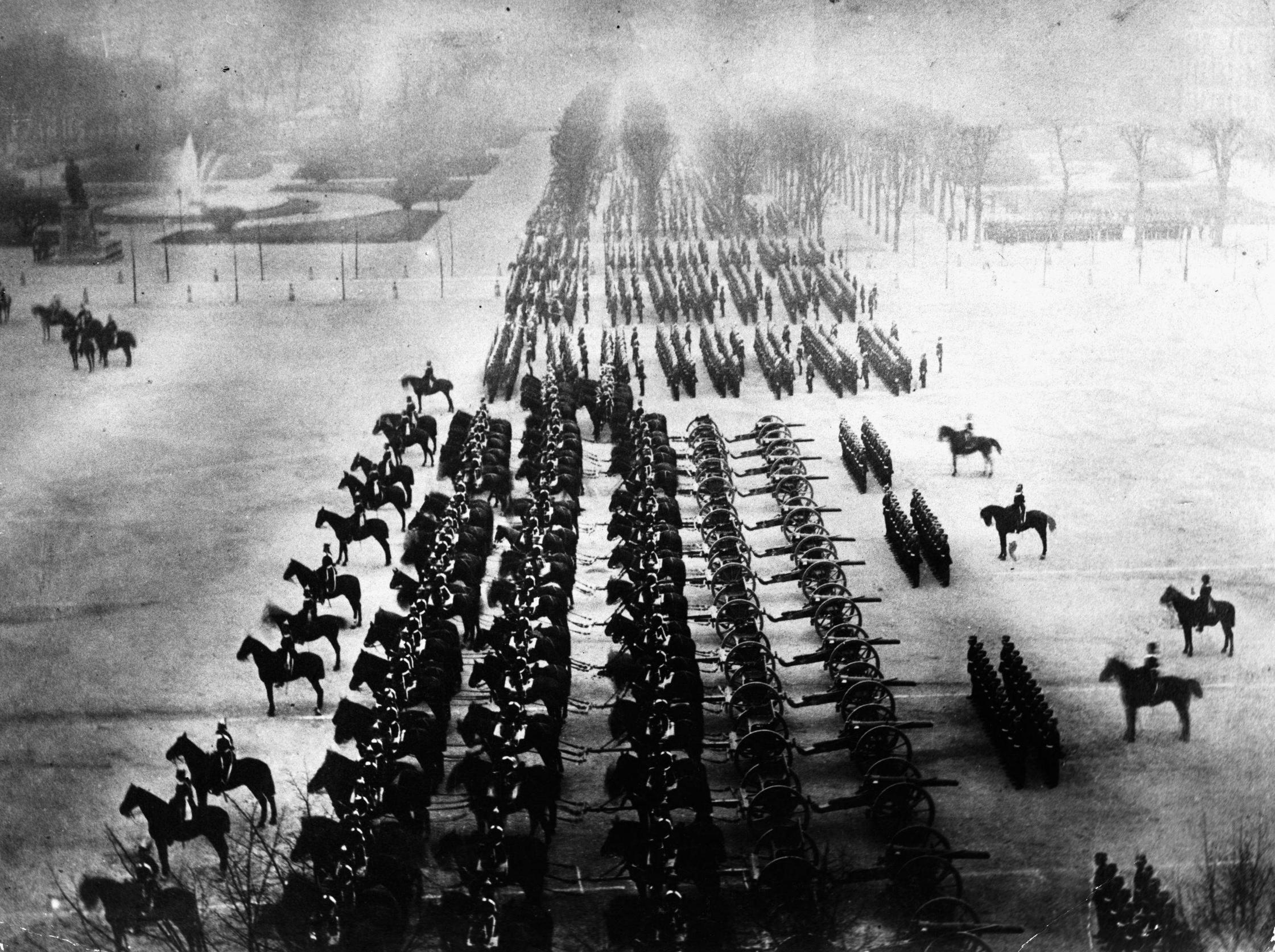
프로이센 군의 파리 승전 행진(1871년)

공화정을 지지했던 대다수의 파리 시민들은 굴욕적인 조건에 크게 반발하였고 굴욕적인 강화보다는 항전을 원했으며 왕당파가 장악한 의회의 왕정복고 시도를 반대했다. 3월 1일 파리 시민들에게는 매우 치욕적인 사건이 발생하였다. 독일군이 승전행사를 위해 개선행진을 하며 파리 시내로 입성한 것이었다. 승전행사는 간소하게 진행되었으나 파리 시민들은 분노하였으며 검은 조기를 내걸었고 밤에도 불을 켜지 않는 방식으로 저항의 의지를 표현했다. 시민들은 무능한 티에르 정부에 반발하며 저항하는 모습을 보였고 보르도에 있던 티에르 정부의 의회는 구체제의 상징인 베르사유로 이동하여 파리 시민의 의사와 고통을 외면했다.

### 파리 코뮌

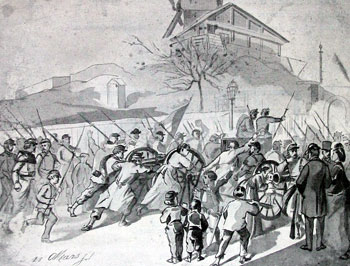
몽마르트 언덕의 대포 이동을 돕는 여인들과 아이들

3월 18일, 행정수반 티에르는 파리시민들의 무장봉기를 막기위해 국민방위대(시민 의용군)가 보유하고 있는 227문의 대포 회수를 명하며 국민방위대의 강제해산을 시도했다. 대포는 시민들의 기부로 사들인 것이 대부분이었기에 파리 시민들은 강하게 거부했다. 대포가 있는 몽마르트르 언덕에서 정규군과 국민방위대가 대치하며 혼란이 빚어졌고 항명과 하극상이 발생했다. 혼란한 와중에 르콩트와 토마 장군이 총살당하는 사건이 벌어지자 티에르와 정부는 즉시 베르사유로 퇴각하였다. 국민방위대는 주요시설을 점령하였고 사실상 파리를 장악하였다. 3월 19일 파리시민과 노동자들이 주도하는 가운데 중앙위원회를 결성하였다. 3월 26일에는 선거를 통하여 85명의 평의회 의원을 선출한후 3월 28일 자치정부인 '파리코뮌'의 설립을 선포하였고 자치가 시작되었다.

### 진압 작전
파리 시민들이 자치정부(파리코뮌)를 통해 파리를 장악한 후 저항하자 티에르 정부는 베르사유로 후퇴한후 군대를 집결시켜 파리 탈환을 준비하였다. 독일과의 협상을 통해 포로로 잡혀있던 프랑스 군의 석방을 통해 전력을 보강하였다. 티에르 정부가 이끄는 베르사유 정부군의 본격적인 파리 총공격은 5월 21일에 시작되었다. 5월 28일까지 이어진 양진영의 무력충돌은 '피의 일주일'이라고 불릴 정도로 처절하고도 처참했으며 매우 잔인했다. 어린아이, 부녀자, 인질들을 양측 모두 보복하듯 참혹하게 학살하였고 전투에 방해되는 건물들은 모조리 불살라 버렸다. 결국 파리 코뮌은 진압되었으나 그 희생은 너무 컸다. 최소 2만여 명 이상이 사망했고 4만여 명이 군사재판에 기소되었으며 코뮌에 참여했던 7,500명의 인사들은 추방되었다.

## 종전 협약

### 프랑크푸르트 조약

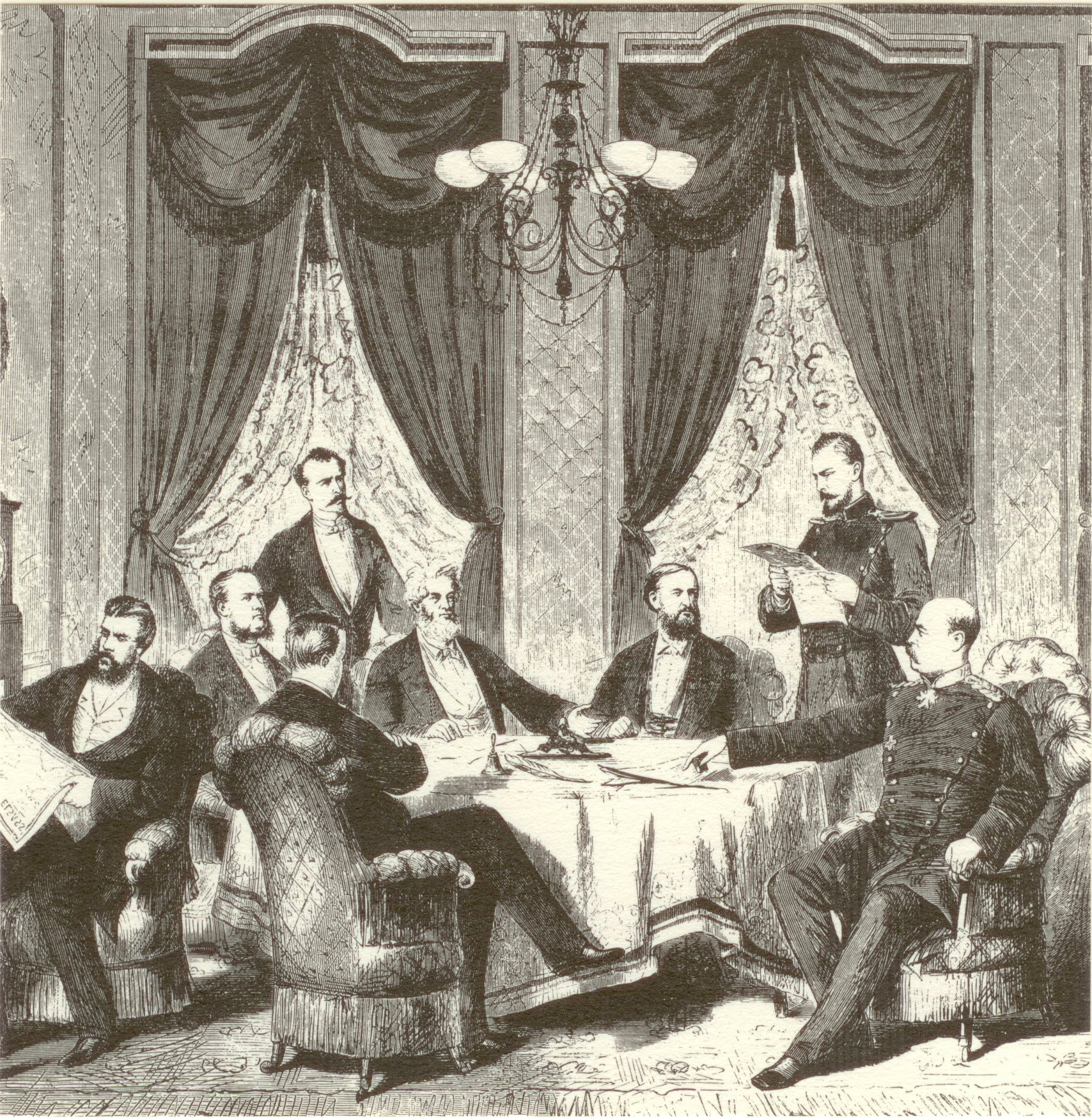
프랑크푸르트 조약 (1871년 5월 10일)

1871년 1월 28일 프랑스가 항복하여 프랑스 제3공화국 임시정부와 독일간에 휴전조약이 체결되었다. 독일은 프랑스에게 대표성 있는 정부와 종전조약 체결을 요구하였다. 이에 따라 프랑스는 2월 8일 선거를 통해 의회와 정부조직을 구성하였으며 2월 26일부터 독일과 프랑스 간 종전조약 논의가 시작되었다. 최종적인 종전조약 체결은 5월 10일, 프랑크푸르트에서 이루어졌다. 조약은 18개의 조항과 3개의 추가 조항으로 구성되어 있다. 주요 내용은 다음과 같다.
1. 프랑스는 프로이센에 50억 프랑의 배상금을 지불한다.
2. 배상금 지불이 완료될 때까지 프로이센군이 주둔한다.
3. 프랑스는 알자스-로렌을 프로이센에 할양한다.
4. 알자스-로렌 주민은 1872년 10월 1일 이전까지 잔류나 이민중 하나를 선택해야 한다.

### 전쟁 배상금 지불
프랑스 제3공화국 행정수반 티에르는 먼저, 독일이 요구한 50억 프랑의 전쟁 배상금을 지불해야 했는데, 이는 당시 연간 국가예산 두세 배 정도의 금액이었다. 티에르는 1871년 6월 21일 법을 제정하고 대규모 공채를 2차례 발행했다. 이로 인해 얼마 지나지 않아 많은 돈을 모을 수 있었다. 전쟁배상금은 단계적으로 지불되었으며 1873년 9월 마지막으로 독일군이 철수하자 나머지 금액이 전달되었다.

## 영향

### 독일 제국
1871년 1월 프로이센의 빌헬름 1세가 독일 제국의 황제가 되었으며, 비스마르크는 19년간 제국의 총리로 통치하였다. 이 기간 동안 독일은 프랑스를 대신하여 대륙의 중심국가로서 외교상의 중심 국가가 된다. 상징적인 사건으로, 1878년 러시아-터키 분쟁의 조정을 베를린 회의를 통해 해결한 것을 들 수 있다. 이전에는 이런 종류의 회의는 대개 파리에서 개최되곤 했다. 비스마르크는 19년간 제국 수상직에 있으면서 독일 제2제국의 기초를 다졌다. 비스마르크는 프랑스의 복수를 염려하여, 재임 기간 중 복잡한 외교 관계를 형성하여 프랑스를 외교적으로 고립시키는데 모든 외교 노력을 기울였다. 그러나 그가 이룩한 외교 체계는 최소한 비스마르크 정도 되는 인물이 관리하지 않으면 유지되기 힘든 체제였고, 결국 제1차 세계 대전의 한 원인이 되었다.

### 로마 교황청
프랑스군이 참전차 로마에서 퇴각하고 1870년 9월 2일, 스당전투에서 나폴레옹 3세가 패배하자 9월 20일, 이탈리아군이 아우렐리우스 성벽을 뚫고 도시 로마에 침입했다. 가벼운 교전이 벌어져 교황군 19명과 이탈리아군 49명이 사망했으나 몇시간후 교황청이 항복의사를 밝혔다. 이로써 교황청이 가지고 있던 마지막 세속권력이 붕괴되었다. 로마시민들은 10월에 투표를 실시했다. 투표결과 40,785표 대 46표로 이탈리아에 합병되는것에 찬성하였다. 이탈리아 정부는 1871년 5월, 교황에 대한 불가침권, 바티칸과 다른 건물들의 보유권, 주요 면책들을 보증하는 보장법을 발표하여 교황의 권위를 유지할 수 있도록 배려했다.

## 같이 보기
- 독일의 대외 관계

## 참고 문헌
- Howard, Michael. The Franco-Prussian War: The German Invasion of France 1870–1871. New York: Routledge, 2001. ISBN 0-415-26671-8.
- Wawro, Geoffrey (2003). 《The Franco-Prussian War: The German Conquest of France in 1870–1871》. Cambridge: Cambridge University Press. ISBN 0-521-58436-1.
- Nolte, Frédérick. L'Europe militaire et diplomatique au dix-neuvième siècle, 1815–1884. E. Plon, Nourrit et ce, 1884.